# Bastardiopsis myrianthus
Bastardiopsis myrianthus là một loài thực vật có hoa trong họ Cẩm quỳ. Loài này được (Planch. & Linden ex Triana & Planch.) Fuertes & Fryxell mô tả khoa học đầu tiên năm 1992.